# El Karimia
El Karimia (em árabe: الكريمية) é uma cidade e comuna localizada na província de Chlef, Argélia. Segundo o censo de 2008, a população total da cidade era de 28 821 habitantes.